# Lorenz Illing
Lorenz Illing (* 28. Februar 1833 in Entenbach bei Kulmbach; † 8. Januar 1900 in München) war ein deutscher Pädagoge. Er gründete 1870 in München die „Kindergärtnerinnenbildungsanstalt mit Seminar“ und führte diese bis zu seinem Tode. 
1937 wurde die Illingstraße in München, Stadtteil Obersendling, nach Lorenz Illing benannt.

## Schriften (Auswahl)
- Volkskindergarten oder Bewahranstalt. Ackermann, München 1876.
- Der Kindergarten als ethische Erziehungs- und Bildungsanstalt. Franz Verlag, München 1878.
- Festbericht des Münchener Kindergärtnerinnen-Seminars pro 1870–1895 bei Gelegen: Seit der Doppel-Jubelfeier seines 25jährigen Bestandes und der 25jährigen Wirksamkeit seines Gründers und Leiters. Dr. v. Knorr & Hirth, München 1895.